# サクマーリアン
| 累代        | 代     | 紀           | 基底年代 Mya |
| ----------- | ------ | ------------ | ------------ |
| 顕生代      | 新生代 | 第四紀       | 2.58         |
| 顕生代      | 新生代 | 新第三紀     | 23.03        |
| 顕生代      | 新生代 | 古第三紀     | 66           |
| 顕生代      | 中生代 | 白亜紀       | 145          |
| 顕生代      | 中生代 | ジュラ紀     | 201.3        |
| 顕生代      | 中生代 | 三畳紀       | 251.902      |
| 顕生代      | 古生代 | ペルム紀     | 298.9        |
| 顕生代      | 古生代 | 石炭紀       | 358.9        |
| 顕生代      | 古生代 | デボン紀     | 419.2        |
| 顕生代      | 古生代 | シルル紀     | 443.8        |
| 顕生代      | 古生代 | オルドビス紀 | 485.4        |
| 顕生代      | 古生代 | カンブリア紀 | 541          |
| 原生代      | 原生代 | 原生代       | 2500         |
| 太古代      | 太古代 | 太古代       | 4000         |
| 冥王代      | 冥王代 | 冥王代       | 4600         |
| 1. 2. 3. 4. |        |              |              |

サクマーリアン（英: Sakmarian）は、国際層序委員会によって定められた地質学用語である、地質時代名の一つ。2億9352万年前（誤差17万年）から2億9010万年前（誤差26万年）にあたる、前期ペルム紀（シスウラリアン世）を四分した2番目の期である。前の期は前期ペルム紀の最初の期アッセリアン、続く期は前期ペルム紀の3番目の期アーティンスキアン。模式地はロシアのウラル連邦管区に位置する。サクマリアンとも。

## 環境
後期石炭紀グゼリアンからサクマーリアンにかけてはゴンドワナ大陸でゴンドワナ氷床が最も範囲を広げていた時期であり、後期サクマーリアンに氷床は縮小してその後は局地的に発達する程度に留まった。日本の山口県に分布する秋吉帯の石灰岩には低緯度に生息していた海綿動物の回復や高緯度の Palaeoapysina の減少が記録されている。造礁生物でもある普通海綿綱 chaetetids は後期石炭紀後期ペンシルバニアン亜紀から前期ペルム紀まで産出しておらず、当時の造礁生物群集が打撃を受けていたことが示されている。また、サクマーリアンは海進期にあり、この後は海退が続いた。この痕跡は中華人民共和国河北省から確認されている。

## 日本において
埼玉県の関東山地の両神山東部に位置する両神山スラストにはペルム系遠洋の両神山チャート層がある。チャート層の基底は淡緑色の玄武岩質凝灰岩の礫岩と、その上に赤黄土質の厚い貫入型のチャートがドロマイトを挟み込んで構成されており、そこからサクマーリアンの放散虫 Pseudoalbaillella lomentaria の化石が得られている。中期中生代付加体の二畳紀遠洋海成層群では数多くの地質ユニットのペルム系チャートが Pseudoalbaillella lomentaria レンジゾーンに集中していることが示され、サクマーリアン階が広く分布していることが示唆されている。また、隣県群馬県の2つのチャートのサンプルからは同属の P. sakmarensis が産出し、Pseudoalbaillella lomentaria 集群帯と下部 Pseudoalbaillella rhombothoracata 集群帯に対応する。P. rhombothoracata 自体は産出していないものの、その祖先的種である P. postscalprata と P. scalprata が産出しており、上部 Pseudoalbaillella lomentaria 集群帯に対応することが示されている。
京都府船井郡瑞穂町（現:京丹波町）三ノ宮質志地方の小崩谷の南東からは Pseudofusulina 帯の動物群が産出し、サクマーリアンに対比できるとされた。
兵庫県篠山地域の藤岡奥セクションは示準化石となるコノドント化石が産出しなかったものの、Pseudoalbaillella simplex や Paraf ollicucullus sakumarensis といった前期ペルム紀アッセリアンからクングーリアンまでを示す放散虫化石が得られている。